# TOUGH (橘いずみのアルバム)
『TOUGH』（タフ）は橘いずみ7枚目のオリジナル・アルバム。1997年5月21日、Sony Recordsから発売。規格品番SRCL-3939。

## 解説
前作から1年2か月ぶりに発表された本作も、それまでと同様に橘いずみが全楽曲を書き、編曲を音楽プロデューサー兼ディレクターの須藤晃と共同で制作。デビュー以来続けてきた須藤とのタッグは本作が最後となり、橘の作品として異例の全曲英語タイトルになっている。海外レコーディングが行われ、現地のミュージシャンを迎えて生楽器を多用している。
2013年7月24日にソニー・ミュージックダイレクトからダウンロード配信された。

## 収録曲
| 全作詞・作曲: 橘いずみ、全編曲: 橘いずみ & 須藤晃。 |                   |          |            |      |
| #                                                   | タイトル          | 作詞     | 作曲・編曲 | 時間 |
| 1.                                                  | 「WINDOW」        | 橘いずみ | 橘いずみ   | 5:19 |
| 2.                                                  | 「BROWN」         | 橘いずみ | 橘いずみ   | 4:03 |
| 3.                                                  | 「RADIO WAVE」    | 橘いずみ | 橘いずみ   | 4:59 |
| 4.                                                  | 「MOON PALACE」   | 橘いずみ | 橘いずみ   | 4:17 |
| 5.                                                  | 「BLUE ARCADE」   | 橘いずみ | 橘いずみ   | 4:01 |
| 6.                                                  | 「SHOOTING STAR」 | 橘いずみ | 橘いずみ   | 5:03 |
| 7.                                                  | 「SHOELESS JOE」  | 橘いずみ | 橘いずみ   | 4:56 |
| 8.                                                  | 「NATASHA」       | 橘いずみ | 橘いずみ   | 3:19 |
| 9.                                                  | 「FERRY BOAT」    | 橘いずみ | 橘いずみ   | 5:48 |
| 10.                                                 | 「TOUGH」         | 橘いずみ | 橘いずみ   | 5:32 |
| 11.                                                 | 「NEW YORK NITE」 | 橘いずみ | 橘いずみ   | 0:58 |
| 合計時間:                                           | 合計時間:         | 48:13    |            |      |

## 楽曲解説
1. WINDOW
12thシングル。
2. BROWN
3. RADIO WAVE
12thシングルのC/W曲。
4. MOON PALACE
5. BLUE ARCADE
6. SHOOTING STAR
7. SHOELESS JOE
玉置浩二がスペシャルゲストボーカルとして参加。
8. NATASHA
9. FERRY BOAT
横浜が舞台になっている。
10. TOUGH
11. NEW YORK NITE

## ミュージシャン
- 橘いずみ
- 須藤晃
- 玉置浩二 - スペシャルゲストボーカル（#7）